# Stratford Tony
Stratford Tony lub Stratford Toney lub Stratford St. Anthony – wieś i civil parish w Anglii, w hrabstwie Wiltshire. W 2001 roku civil parish liczyła 52 mieszkańców. Stratford Tony jest wspomniana w Domesday Book (1086) jako Stradford.